# Cap Anson
Pour les articles homonymes, voir Anson.
Adrian Constantine Anson surnommé Cap Anson (Marshalltown (Iowa), 17 avril 1852 – 14 avril 1922) était un joueur professionnel de baseball qui joua dans les ligues majeures de baseball entre 1871 et 1897. Il a joué 27 saisons consécutives, le plus grand total pour un joueur des ligues majeures.

## Carrière
Il a commencé sa carrière en 1871 avec les Citys de Rockford Forest quand il n'avait que 19 ans. En 1894 il est devenu le premier joueur ayant frappé 3000 coups sûrs, et a fini sa carrière avec 3418 coups sûrs. Il a aussi frappé le plus grand nombre de points produits, produisant 2095 points dans sa carrière. Depuis 1900, seuls deux joueurs (Babe Ruth et Hank Aaron) ont dépassé ce total.
En 27 saisons il n'a joué que 2523 parties, en comparaison avec Pete Rose qui a joué 3562 parties en 24 saisons. Jusqu'à 1884, les joueurs disputaient moins que 100 parties par saison, en comparaison avec 162 parties par an en 2006.

## Nombre de coups sûrs
Anson a passé 5 saisons dans la National Association, qui n'est pas toujours considéré par certains statisticiens comme une ligue majeure de baseball. Là, il accumulé 423 coups sûrs, donc si on ne reconnait pas la NA comme une ligue majeure, il aurait 2995 coups sûrs dans sa carrière. Ainsi il ne serait pas considéré comme le premier joueur ayant frappé 3000 coups sûrs. Maintenant le site de la Ligue majeure de baseball reconnait la NA comme une ligue majeure et son total officiel - 3418 - est classé 7e de tous les temps. Mais selon le Sporting News Anson a eu 3012 coups sûrs, et selon le site officiel de la Temple de la renommée du baseball, il a eu 3081 frappes, ce qui inclut le nombre de buts-sur-balles qu'il avait en 1887, la seule saison où les buts-sur-balles furent comptés comme coups sûrs.

## Palmarès
- Premier pour le nombre de saisons jouées (27)
- 7e pour les coups sûrs
- 3e pour les points produits
- 8e pour les points comptés
- 7e pour les doubles
- 18e pour la moyenne au bâton